# Xin’an (köpinghuvudort i Kina, Zhejiang Sheng, lat 30,53, long 120,22)
Xin'an är en köpinghuvudort i Kina. Den ligger i provinsen Zhejiang, i den östra delen av landet, omkring 32 kilometer norr om provinshuvudstaden Hangzhou. Antalet invånare är 31 167. Befolkningen består av 15 239 kvinnor och 15 928 män. Barn under 15 år utgör 12,0 %, vuxna 15-64 år 73 %, och äldre över 65 år 13,0 %.
Runt Xin'an är det tätbefolkat, med 570 invånare per kvadratkilometer. Närmaste större samhälle är Xucun, 17,7 km sydost om Xin'an. Trakten runt Xin'an består till största delen av jordbruksmark.
Genomsnittlig årsnederbörd är 1 869 millimeter. Den regnigaste månaden är juni, med i genomsnitt 328 mm nederbörd, och den torraste är november, med 74 mm nederbörd.